# Мегедь Володимир Петрович
Володимир Петрович Мегедь — Заслужений працівник охорони здоров'я України (1998). Начальник управління охорони здоров'я Державної прикордонної служби України (2000—2012), генерал-майор медичної служби (у відставці). Доктор медичних наук, професор.

## Життєпис
Народився в с. Пологи-Вергуни Переяславського району Київської області.
У 1964 році вступив на навчання до 2-го медичного училища в Києві, після якого продовжив навчання в Київському медичному інституті ім. О. О. Богомольця. Після четвертого курсу був переведений до Військово-медичної академії у місто Куйбишев за спеціальністю «Лікувально-профілактична справа», яку закінчив у У 1977 році.
В 1985 році — закінчив Військово-медичну академію у Ленінграді за спеціальністю «Медичне забезпечення військ».
Проходив військову службу на різних посадах: начальника медичної служби полку, дивізії, а надалі — командира медичної бригади, начальником військових шпиталів.
За років здобуття Україною незалежності, у 1993 році повернувся на Батьківщину. Був переведений до складу Військово-медичного управління Міністерства оборони України, потім упродовж чотирьох років очолював медичну службу Національної гвардії, а в 1997 році був призначений начальником управління охорони здоров'я Прикордонних військ України.
З 2000 по 2012 рік — начальник управління охорони здоров'я Державної прикордонної служби України.
З 1 квітня 2013 року — проректор з науково-педагогічної, лікувальної та виховної роботи ПВНЗ «Київський медичний університет».

## Нагороди
- Орден Богдана Хмельницького (Україна) III ступеня (2009)[3]
- Орден Данила Галицького (2003)[4]